# Amanda Weir
Amanda Weir (Estados Unidos, 11 de marzo de 1986) es una nadadora estadounidense especializada en pruebas de estilo libre, donde consiguió ser subcampeona olímpica en 2004 en los 4 x 100 metros.

## Carrera deportiva
En los Juegos Olímpicos de Atenas 2004 ganó la medalla de plata en los relevos de 4 x 100 metros estilo libre, con un tiempo de 3:36.39 segundos que fue récord de América, tras Australia y por delante de Países Bajos.